# Konzervatoř Jaroslava Ježka
Konzervatoř Jaroslava Ježka (je součástí příspěvkové organizace s názvem Konzervatoř a Vyšší odborná škola Jaroslava Ježka v Praze) je umělecká škola se zaměřením hlavně na hudbu populárního, jazzového a muzikálového žánru.

## Historie
Vznikla v roce 1990 transformací školy, nesoucí název Lidová škola umění – kurzy pro pracující – specializované účelové studium, veřejnost ji ale znala spíše pod původním názvem Lidová konzervatoř.
Toto vzdělávací zařízení vzniklo v roce 1958 jako součást tehdejšího Městského domu osvěty v Praze a mělo připravovat tzv. lidové hudebníky pro kvalifikační zkoušky, tehdy pro výkon profesionální praxe povinné. Škola poskytovala díky kvalitnímu pedagogickému sboru, který kolem sebe soustředil její zakladatel a první ředitel Vadim Petrov, velmi solidní vzdělání, a proto brzy přerostla rámec osvětového zařízení. Byla proto převedena do působnosti školství a ve čtyřletém studiu nabízela vzdělání v oblasti skladby, aranžování, dirigování, hry na hudební nástroje se zaměřením na jazz, zpěv, ale i na scénický a společenský tanec, a herectví pro tzv. divadla malých forem.
Konzervatoří se škola stala až v roce 1990, v roce 1991 na ní začali studovat první žáci. Díky souhlasu dědiců Jaroslava Ježka může nést škola v názvu jméno jednoho ze zakladatelů české populární hudby. V roce 1998 se podařilo po mnohaletém úsilí získat pro školu samostatnou budovu v Praze 4, Roškotově 1692/4, která prošla náročnou rekonstrukcí a ve které má nyní škola k dispozici učebny, taneční sály a pro mimopražské studenty i vlastní internát.
V rámci Vyšší odborné školy probíhá tříleté studium oboru hudebně-dramatické umění se zaměřením na tvorbu textu a scénáře a hudebního oboru se zaměřením na jazz.

## Pedagogové školy
- Jan Černíček – hudební teorie
- Jan Linhart – bicí nástroje
- Milan Svoboda – skladba
- Bharata Rajnošek – saxofon
- Petr Kalfus – saxofon
- Jakub Doležal – saxofon
- Štěpán Markovič – improvizace
- Anna Romanovská – housle
- Dano Šoltis – bicí
- Zdeněk Šedivý – trubka
- Petr Kořínek – kontrabas
- Eduard Klezla – zpěv
- Irina Parker – klavír
- Mario Mesany – flétna
- Adam Tvrdý – kytara
- Kryštof Tomeček – kytara
- Mario Illéš – hudební teorie
- Zuzana Krušinová – hudební teorie
- Daniel Prokeš – hudební teorie
- Kristýna Jirátová – hudební teorie
- Jiří Svěrák – VOŠ text
- Hynek Farkač – Dirigování
- Tomáš Mika – kytara
- František Tomšíček – trubka
- Petr Harmáček – trubka
- Marek Stašek – VOŠ text
- Štěpán Janoušek – pozoun
- Jana Wildová – zpěv
- Jan Linhart – bicí nástroje

## Vybraní studenti a absolventi
- Radka Fišarová
- Markéta Procházková
- Tereza Slouková
- Markéta Zehrerová
- Jiří Macháček
- Ondřej Gregor Brzobohatý
- Tomáš Savka
- Emil Hakl
- Jan Pavel
- Vojtěch Dyk
- Jakub D. Kočí
- Marek Ztracený
- Jaroslav Kohoutek
- Pam Rabbit